# Famille Boël
 (janvier 2021).
Si vous disposez d'ouvrages ou d'articles de référence ou si vous connaissez des sites web de qualité traitant du thème abordé ici, merci de compléter l'article en donnant les références utiles à sa vérifiabilité et en les liant à la section « Notes et références ».
Pour les articles homonymes, voir Boël.
La famille Boël est une famille d'industriels belges, principalement actifs dans les secteurs de la sidérurgie et de la finance. La famille Boël a été anoblie avec le titre de baron en 1930 et comte en 1971.
À cette famille appartiennent :
- Gustave Boël, (1837-1912), industriel et homme politique
- baron Pol-Clovis Boël (1868-1941), industriel et homme politique
- Marthe Boël (1877-1970) née de Kerckhove de Denterghem (1877-1956), militante libérale, féministe, philanthrope, cofondatrice de la Fondation des Femmes Libérales.
- comte René Boël (en) (1899-1990), banquier et industriel
- comte Pol Boël, (1923-2007), industriel et homme politique, arrière-petit-fils de Gustave.
- Yves Boël, (1927-2012), dirigeant d'entreprise.
- Jacques Boël (1929-2022), écuyer, administrateur de sociétés, premier mari de la baronne Sybille de Sélys Longchamps et père légal (jusqu'à sa reconnaissance comme fille naturelle du roi des Belges Albert II) de :
  - Delphine de Saxe-Cobourg, (1968- ), artiste belge, princesse de Belgique.

## Pour approfondir